# Barrage Gilgel Gibe I
Le barrage Gilgel Gibe I est un barrage en Éthiopie sur l'Omo. Il est associé à une centrale hydroélectrique de 184 MW.